# FIA GT Zhuhai 2007
Závod FIA GT v čínském Zhuhai byl překvapivým vítězstvím vozu Lamborghini Murciélago a jeho pilotů Bouchuta a Muckeho. S novým formátem závodu pro letošní rok, kdy závody byly zkráceny na 2 hodiny, je důležitá strategie při pit stopech. Závod hodně ovlivnila dlouhá prezence safety caru na trati.

## Výsledky
| Pos | Kat. | Jezdec                                         | Vůz                    | Tým                        | Čas         |
| --- | ---- | ---------------------------------------------- | ---------------------- | -------------------------- | ----------- |
| 1   | GT1  | Christophe Bouchut Stefan Mücke                | Lamborghini Murciélago | All-Inkl.com Racing        | 2:00:47.212 |
| 2   | GT1  | Luke Hines Philipp Peter                       | Corvette C6R           | PSI Experience             | +2.453      |
| 3   | GT1  | Anthony Kumpen Bert Longin                     | Corvette C5R           | GLPK Racing                | +4.110      |
| 4   | GT1  | Fabio Babini Jamie Davies                      | Aston Martin DBR9      | Aston Martin Racing BMS    | +10.230     |
| 5   | GT1  | Mike Hezemans Jean-Denis Deletraz              | Corvette C6R           | Carsport Holland           | +11.833     |
| 6   | GT1  | Thomas Biagi Michael Bartels                   | Maserati MC 12 GT1     | Vitaphone Racing Team      | +13.982     |
| 7   | GT1  | Christian Montanari Miguel Ramos               | Maserati MC 12 GT1     | Vitaphone Racing Team      | +15.526     |
| 8   | GT1  | Jonny Kane Jonathan Cocker                     | Aston Martin DBR9      | Barwell Motorsport         | +1 kolo     |
| 9   | GT1  | Karl Wendlinger Ryan Sharp                     | Aston Martin DBR9      | Jetalliance Racing         | +1 kolo     |
| 10  | GT2  | Toni Vilander Dirk Muller                      | Ferrari 430 GT2        | AF Corse Motorola          | +1 kolo     |
| 11  | GT1  | Giorgio Mondini Ferdinando Monfardini          | Aston Martin DBR9      | Aston Martin Racing BMS    | +1 kolo     |
| 12  | GT1  | Peter Kox Jos Menten                           | Lamborghini Murciélago | All-Inkl.com Racing        | +2 kola     |
| 13  | GT2  | Gianmaria Bruni Stéphane Ortelli               | Ferrari 430 GT2        | AF Corse Motorola          | +2 kola     |
| 14  | GT2  | Tim Mullen Tomáš Enge                          | Ferrari 430 GT2        | Scuderia Ecosse            | +2 kola     |
| 15  | GT1  | Robert Lechner Lukas Lichtner-Hoyer            | Aston Martin DBR9      | Jetalliance Racing         | +3 kola     |
| 16  | GT1  | Joe Macari Ben Aucott                          | Maserati MC12 GT1      | JMB Racing                 | +3 kola     |
| 17  | GT2  | Marcello Zani Emanuele Busnelli                | Porsche 997 GT3 RSR    | Ebimotors                  | +3 kola     |
| 18  | GT2  | Andrew Kirkaldy Chris Niarchos                 | Ferrari 430 GT2        | Scuderia Ecosse            | +4 kola     |
| 19  | GT2  | Sean Edwards Leo Machitski                     | Porsche 997 GT3 RSR    | Tech9 Motorsport           | +4 kola     |
| Ret | GT2  | Bas Leinders Renaud Kuppens                    | Gillet Vertigo         | Belgian Racing             | Odstoupili  |
| Ret | GT1  | Andrea Bertolini Andrea Piccini                | Maserati MC 12 GT1     | Scuderia Playteam Sarafree | Odstoupili  |
| Ret | GT1  | Alessandro Pier Guidi Giambattista Giannoccaro | Maserati MC 12 GT1     | Scuderia Playteam Sarafree | Odstoupili  |
| Ret | GT2  | Gerold Ried Marc Basseng                       | Porsche 996 GT3 RSR    | Team Felbermayr-Proton     | Odstoupili  |